# Francis Johnson
Francis Lee Johnson (Hartford, 5 augustus 1910 – Chesterfield, 18 april 1997) was een Amerikaans basketballer. Hij won met het Amerikaans basketbalteam de gouden medaille op de Olympische Zomerspelen 1936. 
Johnson speelde voor Wichita State University, de Globe Refiners en de Healey Motors. Met deze laatste twee teams won hij tevens het nationale kampioenschap. Tijdens de Olympische Spelen speelde hij twee wedstrijden, inclusief de finale. Gedurende deze wedstrijden scoorde hij 20 punten. 